# Micrapate guatemalensis
Micrapate guatemalensis är en skalbaggsart som beskrevs av Pierre Lesne 1906. Micrapate guatemalensis ingår i släktet Micrapate och familjen kapuschongbaggar. Inga underarter finns listade i Catalogue of Life.